# Saint-Genis (Hautes-Alpes)
Saint-Genis ist eine ehemalige französische Gemeinde mit zuletzt 53 Einwohnern (Stand 2019) im Département Hautes-Alpes in der Region Provence-Alpes-Côte d’Azur. 
Mit Wirkung vom 1. Januar 2016 fusionierten die ehemaligen Gemeinden Eyguians, Lagrand sowie Saint-Genis und bildeten somit die Commune nouvelle Garde-Colombe.

## Geografie
Der Ort liegt in den Seealpen. Ein Bach namens Riou folgt seinem natürlichen Lauf durch Saint-Genis bis in den Stausee „Plan d’Eau du Riou“. Die Fortsetzung ist kanalisiert und wird dem Wildwasserfluss Buëch zugeführt. 
Zwischen dem Stausee und dem Fluss verläuft die Départementsstraße D1075, vereinigt mit der Europastraße 712. Bei dieser Fernstraße befindet sich ein Campingplatz.

## Bevölkerungsentwicklung
| Jahr      | 1962 | 1968 | 1975 | 1982 | 1990 | 1999 | 2006 | 2011 | 2012 |
| --------- | ---- | ---- | ---- | ---- | ---- | ---- | ---- | ---- | ---- |
| Einwohner | 42   | 31   | 30   | 36   | 44   | 49   | 55   | 50   | 49   |